# Петтер Ганссон
Пе́ттер Га́нссон (швед. Petter Hansson, 14 грудня 1976, Седергамн) — шведський футболіст, захисник клубу .
Насамперед відомий виступами за клуби «Геренвен», «Ренн» та «Монако», а також національну збірну Швеції.

## Клубна кар'єра
У дорослому футболі дебютував 1994 року виступами за команду клубу «Седергамн» з рідного міста. 1998 року перейшов до одного з провідних клубів Швеції, Гальмстад БК, в якому провів п'ять сезонів, взявши участь у 86 матчах чемпіонату.  Більшість часу, проведеного у складі «Хальмстада», був основним гравцем захисту команди.
Своєю грою за цю команду привернув увагу представників тренерського штабу нідерландського клубу «Геренвен», до складу якого приєднався 2002 року. Відіграв за команду з Геренвена наступні п'ять сезонів своєї ігрової кар'єри. Граючи у складі «Геренвена» також здебільшого виходив на поле в основному складі команди.
2007 року уклав контракт з французьким клубом «Ренн», у складі якого провів наступні три роки своєї кар'єри гравця. Тренерським штабом нового клубу також розглядався як гравець «основи».
До складу клубу «Монако» приєднався 2010 року. За два роки відіграв за команду з Монако 47 матчів в національному чемпіонаті, опустившись з нею з Ліги 1 до Ліги 2 за підсумками сезону Ліга 1 2010—2011|2010/11]].
Завершив кар'єру в нижчоліговому шведському аматорському клубі «Суннерста» восени 2012 року.

## Виступи за збірну
2001 року дебютував в офіційних матчах у складі національної збірної Швеції. Наразі провів у формі головної команди країни 43 матчі, забивши 2 голи. 
У складі збірної був учасником чемпіонату Європи 2004 року у Португалії, чемпіонату світу 2006 року у Німеччині, а також чемпіонату Європи 2008 року в Австрії та Швейцарії.

## Титули і досягнення
- Чемпіон Швеції (1):

Гальмстад БК: 2000